# Sapore V
Sapore V, noto anche in maniera più estesa come Shapur-i Shahrvaraz (in medio persiano 𐭱𐭧𐭯𐭥𐭧𐭥𐭩𐭩 𐭧𐭱𐭨𐭥𐭥𐭥𐭰, cioè "Sapore, figlio di Shahrvaraz") (fl. VII secolo), è stato un nobile persiano e successivamente scià dell'impero sasanide per un breve frangente durante il 630.

## Biografia
Sapore V era il figlio di Shahrbaraz, un illustre comandante militare persiano (spahbed) che per breve tempo fu anche scià dell'impero sasanide. La madre di Sapore era invece una sorella dal nome ignoto di Cosroe II. Nel 630, dopo la deposizione di Boran, Sapore assunse la massima carica in territorio sasanide, ma fu presto deposto dai nobili che non riconoscevano la legittimità del suo governo. Gli succedette la cugina Azarmidokht. Quando divenne regina della Persia, Farrukh Ormisda le propose di sposarlo, prospettiva a cui Sapore aveva dato il proprio consenso; tuttavia, Azarmidokht rifiutò la proposta e si arrabbiò con Sapore per la sua presa di posizione. Qualsiasi evento successivo relativo alla vita di Sapore resta avvolto nel mistero.